# اکتور گونسالس (بازیکن فوتبال، زاده ۱۹۳۷)
اکتور گونسالس (اسپانیایی: Héctor González‎; ۷ ژوئیهٔ ۱۹۳۷ – ۲۳ اوت ۲۰۱۵) بازیکن فوتبال اهل کلمبیا بود.
از باشگاه‌هایی که در آن بازی کرده‌است می‌توان به باشگاه فوتبال سانتا فه اشاره کرد.
وی همچنین در تیم ملی فوتبال کلمبیا بازی کرده‌است.